# Глебова, Елена (фигуристка)
Елена Глебова (эст. Jelena Glebova; род. 16 июня 1989, Таллин) — эстонская фигуристка, выступавшая в одиночном катании. Семикратная чемпионка Эстонии, участница трёх Олимпийских игр (2006, 2010, 2014). По окончании соревновательной карьеры — политик, спортивный функционер и комментатор фигурного катания.

## Биография
Старший брат Елены, Илья Глебов, также занимался фигурным катанием. Он выступал в парном катании с Марией Сергеевой, с которой был трёхкратным чемпионом Эстонии, участвовал в чемпионатах Европы, мира и Олимпийских играх.
В 2014 году получила степень бакалавра в области хореографии в Таллинском университете. 16 апреля 2020 года родила дочь Милу.

## Карьера фигуристки

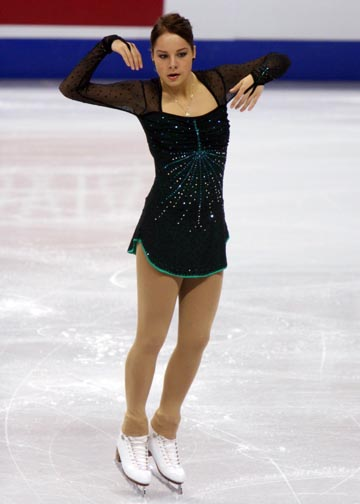
Елена Глебова на турнире «Skate Canada» в 2008 году

Начала кататься на коньках в пять лет, вслед за старшим братом, которому врачи посоветовали чаще бывать на свежем воздухе. Первым тренером была Елена Кононова, у которой Глебова тренировалась с пяти до двенадцати лет. Позже и Елена, и брат перешли к Анне Леванди.
Елена выиграла своё первое взрослое первенство страны в 2004 году, что позволило ей отправиться на чемпионат мира среди юниоров, где она стала 27-й. Вообще, наивысшим достижением Елены на этом турнире стало 6-е место в 2007 году.
С 2005 по 2008 год, Елена Глебова представляла Эстонию одновременно и на юниорском, и на взрослом уровнях. Наилучший результат в её карьере в этот период на чемпионатах Европы — 12-е место (2007 год), а на чемпионатах мира — 15-е место (2008 год).
Чемпионаты страны и Европы 2008 года Елена пропустила из-за травмы. Затем, с недолеченной травмой колена выступила на чемпионате мира, после этого ей потребовалась операция.
Летом 2008 года, Елена, по совету своего тренера, стажировалась в США у известного хореографа Марины Зуевой.
В сезоне 2008—2009, Елена завоевала свою первую медаль взрослого международного турнира, ей стало серебро Мемориала Карла Шефера. В этом сезоне, Елена участвует в серии Гран-при: выступает на этапах «Skate Canada» (11 место) и «Cup of Russia» (6-е место), и в начале декабря в четвёртый раз выигрывает чемпионат своей страны. На чемпионате Европы Елена снова только 12-я.
Заняв на чемпионате мира 16-е место, Елена завоевала для Эстонии одну лицензию в женском одиночном катании на Олимпийские игры в Ванкувере. Там она выступила неудачно и заняла 21 позицию. Такой же результат показала и на чемпионате мира.
В конце 2010 года Елена неожиданно для всех сорвала произвольную программу? смогла занять на национальном чемпионате 2011 года лишь 3-е место и не отобралась на чемпионат Европы. Несмотря на последовавшее не слишком удачное выступление на Универсиаде (7-е место с 127,87 баллами), решением правления Эстонского союза фигурного катания, Елена была направлена на чемпионат мира, где стала 22-й. По окончании неудачного сезона Елена решила разорвать сотрудничество с Анной Леванди и переехала для тренировок в США, где её тренером стал словак Игорь Краковец.
Начало сезона 2013—2014 годов сложилось для Елены довольно удачно. Она выиграла международный турнир в Дортмунде, стала четвёртой на Универсиаде в Трентино. На чемпионате Европы в Будапеште она заняла 7 место, что стало лучшим результатом в её карьере. На этих соревнованиях ей также удалось установить личный рекорд в произвольной программе и по сумме двух программ. Однако в дальнейшем она выступала менее успешно. На Олимпийских играх в Сочи и чемпионате мира в Сайтаме она неудачно исполняла короткую программу и не отбиралась в произвольную.
В мае 2014 года Елена Глебова официально объявила о завершении своей спортивной карьеры.

## Карьера после спорта
С октября 2013 года Глебова является депутатом городского собрания Таллина от Центристской партии Эстонии. В августе 2014 года стала руководителем ледового холла «Тондираба», где тренируются спортсмены разной подготовки — от начинающих до уровня олимпийской сборной, и проводятся турниры высокого уровня, такие как чемпионат Европы 2022. Также пробовала себя на тренерской работе, обучая детей катанию на коньках. Комментатор фигурного катания на телеканале ETV+.

## Программы

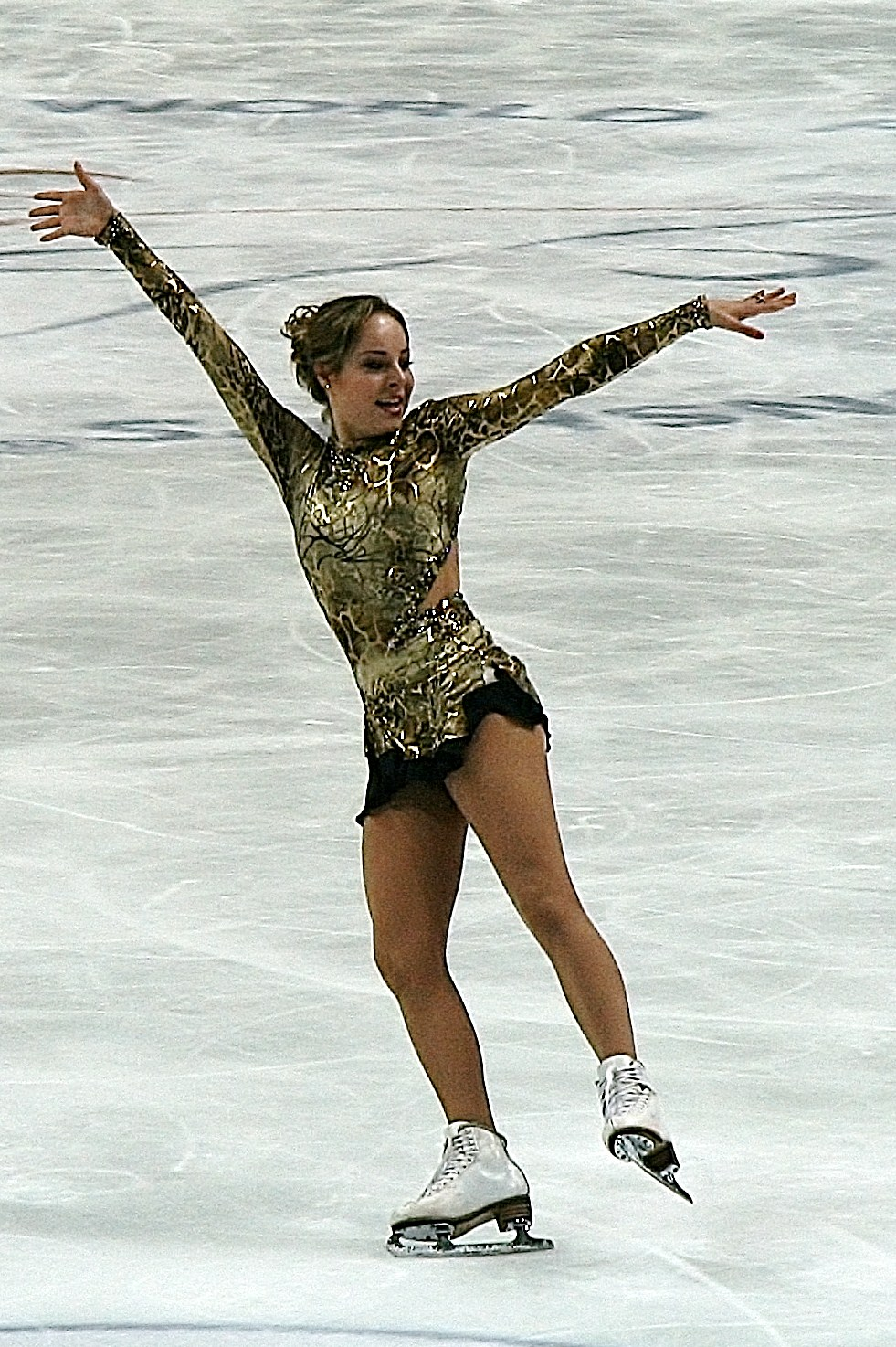
Елена на чемпионате мира 2011.

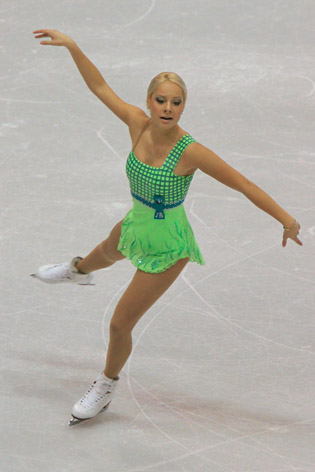
Елена на турнире Skate America 2009

| Сезон     | Короткая программа                            | Произвольная программа                       |
| --------- | --------------------------------------------- | -------------------------------------------- |
| 2011—2012 | «Ангелы и демоны» Ханс Циммер                 | «Спартак» Арам Хачатурян                     |
| 2010—2011 | Саундтрек к сериалу «Секс в большом городе»   | Испанское каприччио Николай Римский-Корсаков |
| 2009—2010 | «East of Eden» Ли Холдридж                    | Испанское каприччио Николай Римский-Корсаков |
| 2008—2009 | «Když mne stará matka zpívat» Антонин Дворжак | Carmina Burana Карл Орф                      |

## Результаты
| Соревнования                | 02/03         | 03/04         | 04/05         | 05/06         | 06/07         | 07/08         | 08/09         | 09/10         | 10/11         | 11/12         | 12/13         | 13/14         |
| Международные               | Международные | Международные | Международные | Международные | Международные | Международные | Международные | Международные | Международные | Международные | Международные | Международные |
| --------------------------- | ------------- | ------------- | ------------- | ------------- | ------------- | ------------- | ------------- | ------------- | ------------- | ------------- | ------------- | ------------- |
| Олимпийские игры            |               |               |               | 28            |               |               |               | 21            |               |               |               | 29            |
| Чемпионат мира              |               |               | 33            |               | 18            | 15            | 16            | 21            | 22            | 13            | 16            | 26            |
| Чемпионат Европы            |               |               | 25            | 15            | 12            |               | 12            | 10            |               | 11            | 13            | 7             |
| Гран-при России             |               |               |               |               |               |               | 6             |               | 10            |               |               |               |
| Гран-при США                |               |               |               |               |               |               |               | 5             |               |               |               |               |
| Гран-при Канады             |               |               |               |               |               | 8             | 11            |               |               |               |               |               |
| Гран-при Франции            |               |               |               |               |               | 6             |               |               |               |               | 7             |               |
| Nebelhorn Trophy            |               |               | 12            |               |               | 6             | 4             | 9             |               |               | 4             | 11            |
| Универсиада                 |               |               |               |               |               |               | 4             |               | 7             |               |               | 4             |
| NRW Trophy                  |               |               |               |               |               |               |               |               | 7             |               |               | 1             |
| U.S. Classic                |               |               |               |               |               |               |               |               |               |               | 4             |               |
| Merano Cup                  |               |               |               |               |               |               |               |               |               | 1             |               |               |
| Crystal Skate               |               |               |               | 7             |               |               |               |               |               | 1             |               |               |
| Finlandia Trophy            |               |               |               |               | 5             |               |               |               | 6             | 2             |               |               |
| Ice Challenge               |               |               |               |               |               |               |               | 4             |               |               |               |               |
| Japan Open                  |               |               |               |               |               |               |               | 5             |               |               |               |               |
| Мемориал Карла Шефера       |               |               |               | 5             |               |               | 2             |               |               |               |               |               |
| Мемориал Ондрея Непелы      |               |               |               | 7             |               |               |               |               |               |               |               |               |
| Международные среди юниоров |               |               |               |               |               |               |               |               |               |               |               |               |
| Чемпионат мира              |               | 27            | 20            | 11            | 6             | 11            |               |               |               |               |               |               |
| Warsaw Cup                  |               |               |               |               | 2             |               |               |               |               |               |               |               |
| Гран-при Чехии              |               |               |               |               | 3             |               |               |               |               |               |               |               |
| Гран-при Венгрии            |               |               |               |               | 6             |               |               |               |               |               |               |               |
| Гран-при Эстонии            |               |               |               | 6             |               |               |               |               |               |               |               |               |
| Гран-при США                |               |               | 8             |               |               |               |               |               |               |               |               |               |
| Гран-при Украины            |               |               | 13            |               |               |               |               |               |               |               |               |               |
| Гран-при Болгарии           |               | 16            |               |               |               |               |               |               |               |               |               |               |
| Гран-при Польши             |               | 25            |               |               |               |               |               |               |               |               |               |               |
| Национальные                |               |               |               |               |               |               |               |               |               |               |               |               |
| Чемпионат Эстонии           | 3 юн.         | 1             | 1             | 2             | 1             |               | 1             | 1             | 3             | 1             | 1             |               |